# Joy Eze
Joy Eze (sinh ngày 23 tháng 4 năm 1988) là một vận động viên chạy nước rút ở Nigeria, chuyên về 400 mét. Thời gian tốt nhất cá nhân của cô là 51,20 giây, được thiết lập trong Đại hội Thể thao toàn châu Phi 2007.
Năm 2006, cô đã giành được huy chương bạc trong cuộc đua tiếp sức 4x400 mét tại Đại hội Thể thao Khối thịnh vượng chung 2006 và Giải vô địch thế giới thiếu niên năm 2006. Tại Thế vận hội toàn châu Phi năm 2007, cô đã giành được huy chương bạc ở nội dung 400 m và huy chương vàng tiếp sức 4x400 mét. Tại Giải vô địch châu Phi 2008, cô đã hoàn thành thứ sáu trong 400 m và giành được huy chương vàng 4x400 mét khác.
Cô cũng từng thi đấu cá nhân tại Đại hội Thể thao Khối thịnh vượng chung 2006 và Giải vô địch thế giới 2007 mà không lọt vào trận chung kết.

## Thành tích
| Năm                  | Giải đấu                   | Địa điểm              | Thứ hạng             | Nội dung             | Chú thích            |
| Representing Nigeria | Representing Nigeria       | Representing Nigeria  | Representing Nigeria | Representing Nigeria | Representing Nigeria |
| -------------------- | -------------------------- | --------------------- | -------------------- | -------------------- | -------------------- |
| 2003                 | All-Africa Games           | Abuja, Nigeria        | 7th                  | 800 m                | 2:06.17              |
| 2003                 | Afro-Asian Games           | Hyderabad, India      | 5th                  | 800 m                | 2:07.23              |
| 2006                 | Commonwealth Games         | Melbourne, Australia  | 10th (sf)            | 400 m                | 52.51                |
| 2006                 | Commonwealth Games         | Melbourne, Australia  | 2nd                  | 4 × 400 m relay      | 3:31.83              |
| 2006                 | World Junior Championships | Beijing, China        | 2nd                  | 4 × 400 m relay      | 3:30.84              |
| 2007                 | All-Africa Games           | Algiers, Algeria      | 2nd                  | 400 m                | 51.20                |
| 2007                 | All-Africa Games           | Algiers, Algeria      | 1st                  | 4 × 400 m relay      | 3:29.74              |
| 2007                 | World Championships        | Osaka, Japan          | 33rd (h)             | 400 m                | 53.83                |
| 2008                 | African Championships      | Addis Ababa, Ethiopia | 6th                  | 400 m                | 52.16                |
| 2008                 | African Championships      | Addis Ababa, Ethiopia | 1st                  | 4 × 400 m relay      | 3:30.07              |
| 2008                 | Olympic Games              | Beijing, China        | 17th (sf)            | 400 m                | 51.87                |
| 2008                 | Olympic Games              | Beijing, China        | 7th                  | 4 × 400 m relay      | 3:23.74              |